# Laiming (Adelsgeschlecht)

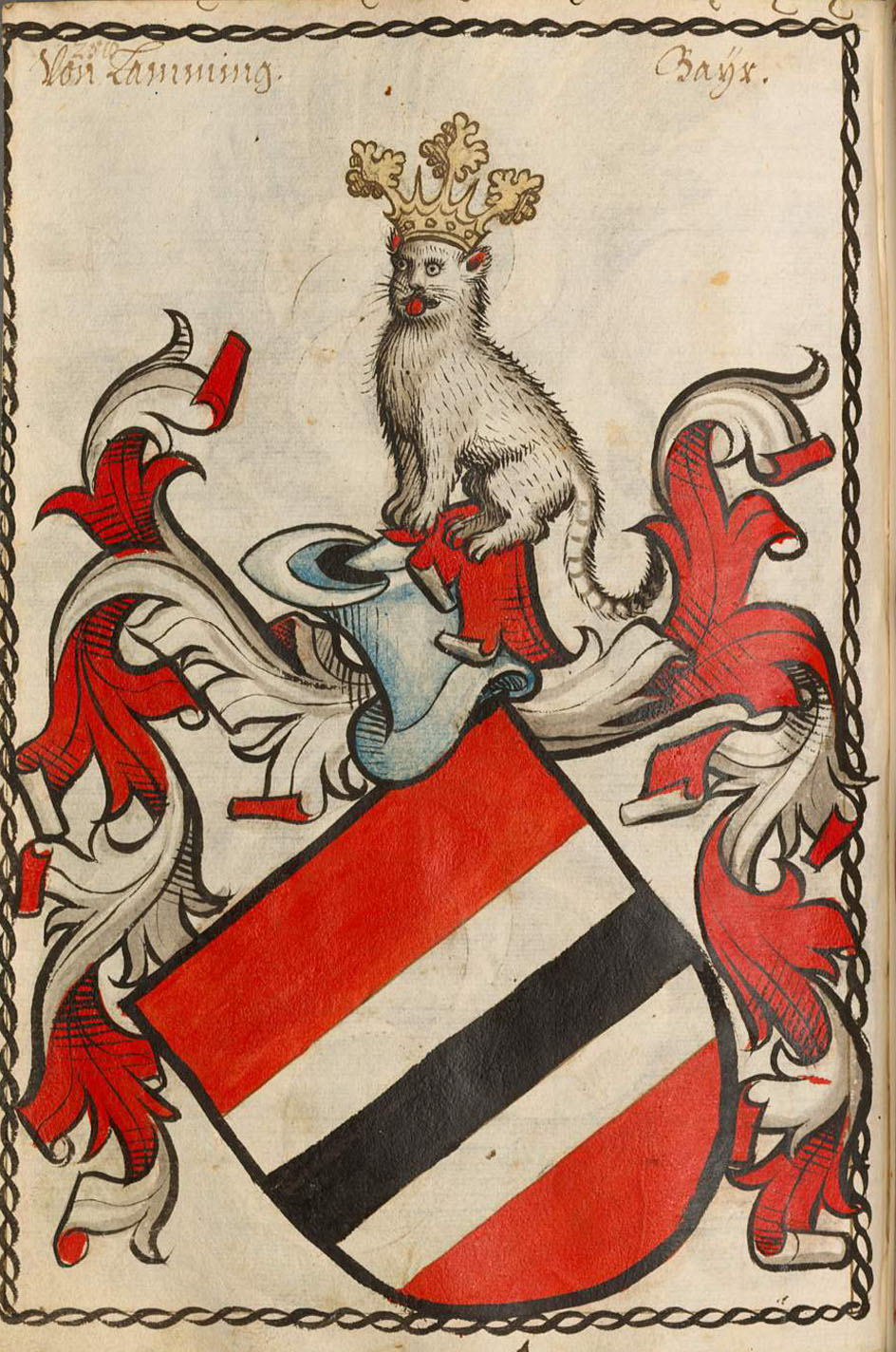
Wappen derer von Laiming nach dem Scheiblerschen Wappenbuch

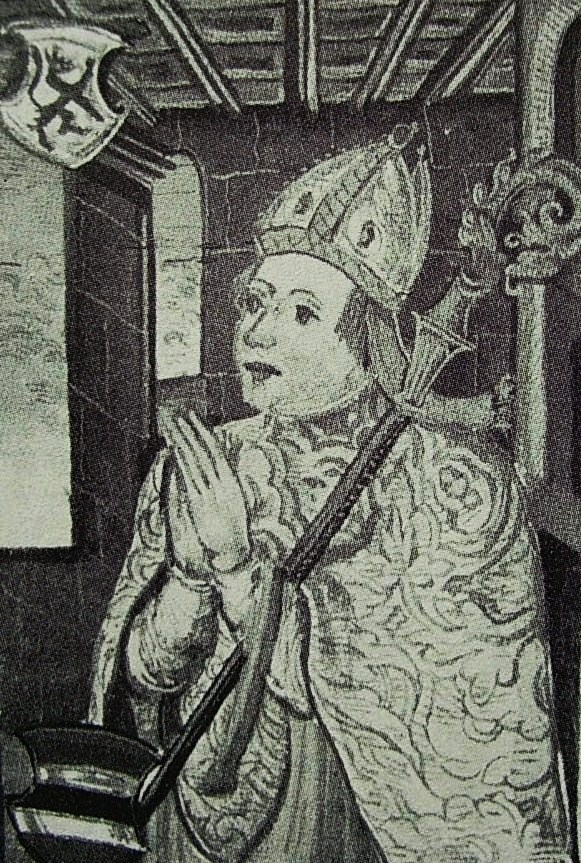
Leonhard von Laiming als Fürstbischof von Passau

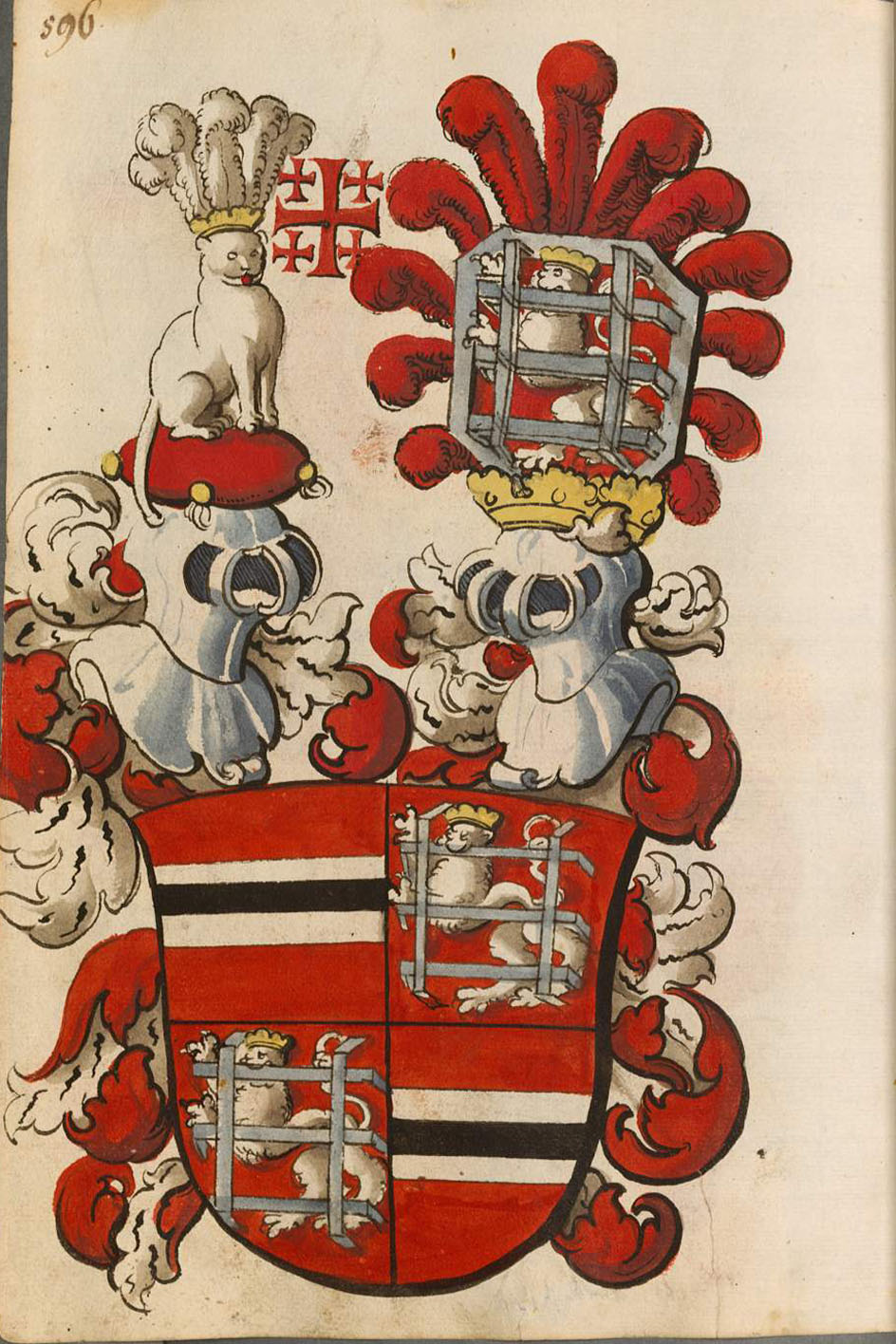
Wappenbesserung verliehen von Kaiser Sigismund am 8. Mai 1434 zu Basel dem Erasmus von Laiming

Laiming (auch Leiminger, Layming oder Laymingen) ist der Name eines alten oberbayerischen Adelsgeschlechts. Der gleichnamige Stammsitz der Herren von Laiming ist heute ein Ortsteil der Gemeinde Griesstätt im Landkreis Rosenheim.

## Geschichte
Bereits Mitte des 12. Jahrhunderts benannten sich Mitglieder der Familie nach ihrem Stammsitz von Laiming, südlich von Wasserburg. Sie waren Ministeriale der Grafen von Wasserburg. In der ersten Hälfte des 14. Jahrhunderts wurde die Burg mit den Hofmarksrechten stückweise an das Frauenkloster Altenhohenau verkauft.
Es bildeten sich zwei Hauptlinien, die erste mit den neuen Stammsitzen zu Aham an der Vils und der Burg Tegernbach und Rottenegg bei Dorfen an der Isen und die zweite zu Amerang mit Schloss Amerang und Schloss Forchtenegg (heute ein Ortsteil der Gemeinde Halfing) in der Nähe ihres alten Wohnsitzes. Als Grablege diente der ersten Linie eine Kapelle im Kloster Seeon, die zweite Linie besaß ihr Begräbnis in der Pfarrei in Halfing.

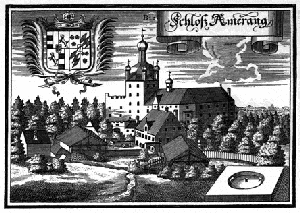
Schloss Amerang Kupferstich von Michael Wening um 1700

Die Veste Tegernbach erwarb Erasmus Laiminger von Amerang im Jahre 1393 durch Kauf. Seine Nachkommen vereinigten das Wappen der Herrschaft, einen „goldenen, aufsteigenden Löwen im rothen Felde, in einem weißen Gätter (Gitter) eingefangen“,  mit ihrem. Kaiser Sigismund verlieh am 8. Mai 1434 zu Basel dem Erasmus von Laiming diese Wappenbesserung auch mit der Erlaubnis, an Stelle der roten eine goldene Helmkrone zu führen.
Aus dem Geschlecht sind bedeutende Angehörige hervorgegangen. Leonhard von Laiming (* 1381; † 1451) war von 1423 bis 1451 Fürstbischof von Passau. Er stand in hoher Gunst von Papst Pius II. Die weltlichen Mitglieder besaßen hohe Ämter am Hofe der Herzöge von Bayern, wo sie Pfleger auf fast allen Burgen im Herzogtum stellten. Gegen Ende des 16. Jahrhunderts blühte nur noch die Linie von Aham-Tegernbach.
Erasmus von Laiming, der bei der Teilung des Familienbesitzes mit seinem Bruder die Sitze Tegernbach und Rottenegg erhielt, heiratete Agnes, Tochter des herzoglich-württembergischen Landhofmeisters von Plieningen. Er wurde Obervogt zu Stuttgart, später Geheimrat und Landhofmeister. 1579 erhielt er von Herzog Ludwig von Württemberg das Schloss Lindach bei Schwäbisch Gmünd zu Lehen, das seine Nachkommen zusammen mit weiteren Erwerbungen bis 1679 im Besitz hatten. Die altererbte Veste Tegernbach verkaufte Aham, Enkel von Erasmus III., 1582 an den Fürstpropst von Berchtesgaden Jakob II. Pütrich. Sein Sohn Achaz von Laiming, Regierungsrat in Stuttgart, und seine Tante Marie Sabina, verwitwete Freifrau von Tannberg, wurden am 10. Mai 1640 zu Wien von Kaiser Ferdinand III. in den Freiherrenstand des Heiligen Römischen Reiches erhoben.
Wegen des württembergischen Lehens Lindach waren die Herren von Laiming seit 1592 Mitglied der Reichsritterschaft im Ritterkanton Kocher und ab 1628, wegen der 1618 erfolgten Belehnung von Bodelshofen, Mitglied im Ritterkanton Neckar-Schwarzwald des schwäbischen Ritterkreises. Die Familie erlosch 1679 im Mannesstamm.

## Wappen
Das Stammwappen zeigt in Rot zwei schmale silberne Querbalken, gesondert durch eine schwarze Querleiste. Auf dem Helm ein rotes Kissen, darauf eine sitzende silberne Katze mit goldener Krone, die mit drei silber-rot-silbernen Straußenfedern besteckt ist. Die Helmdecken sind rot-silbern.
Elemente aus dem Laiminger Familienwappen erscheinen noch heute in einigen bayerischen Ortswappen.

Wappen der Gemeinde Aham
Wappen der Gemeinde Amerang
Wappen der Gemeinde Halfing
Wappen der Gemeinde Griesstätt

## Namensträger
- Leonhard von Laiming (* 1381; † 1451), Fürstbischof von Passau (Amtszeit von 1423 bis 1451)